# Steken opnemen

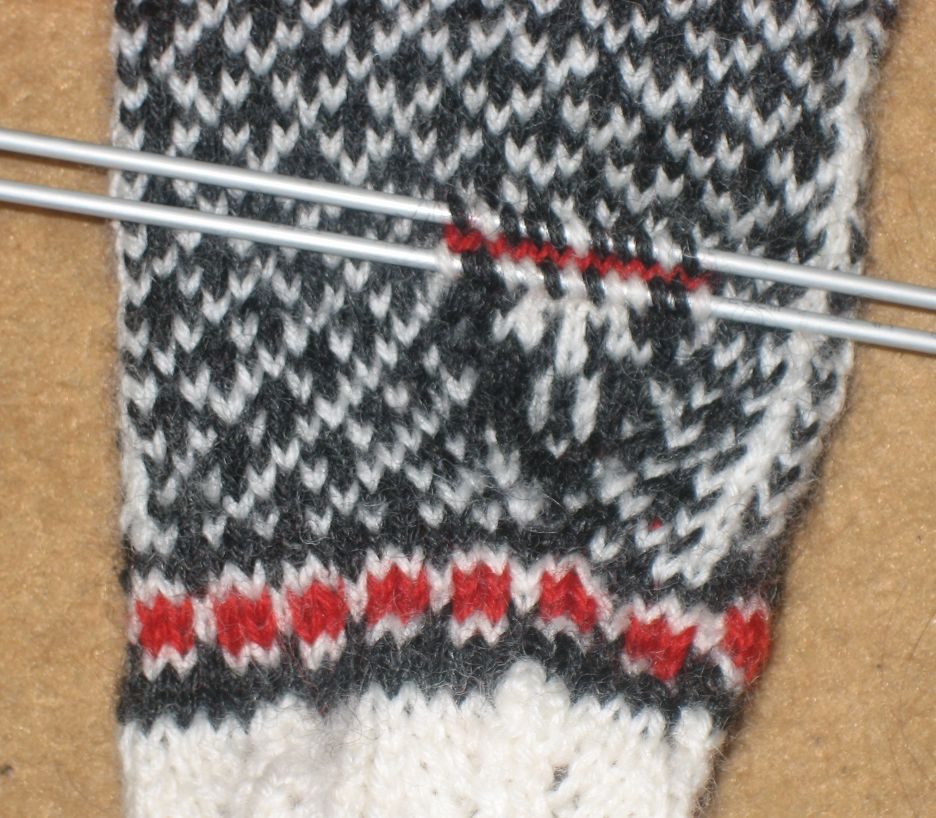
Steken opnemen en reeds enkele naalden verder gebreid voor de duim van een want

Het opnemen van steken is een term uit de breitechniek. 
De techniek wordt bijvoorbeeld gebruikt bij het breien van wanten, zodat de duim van de want zonder naad gemaakt kan worden. Tijdens het breien van de want worden de steken voor de opening voor de duim afgehecht en daarna weer opgezet. Later worden de steken opgenomen en wordt met 4 naalden rondgebreid voor de duim. 

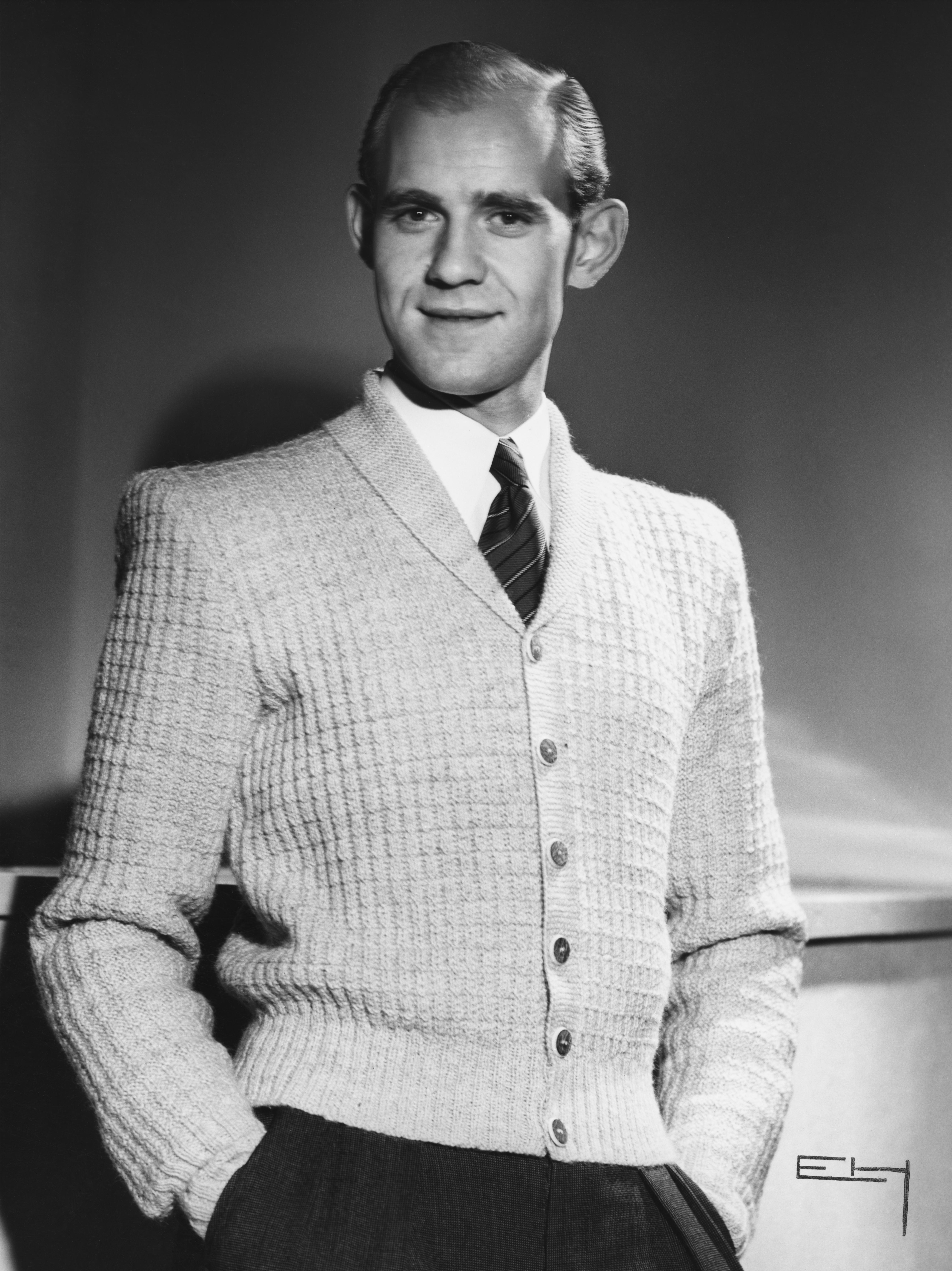
Vest met aangebreide kraag, 1947

Dezelfde techniek wordt gebruikt om bijvoorbeeld een kraag te breien aan een vest. Daarvoor worden de steken opgenomen vanaf de zelfkant.